# Colin Morris
Colin Morris (Blyth, 22 agosto 1953) è un allenatore di calcio ed ex calciatore inglese, di ruolo centrocampista.

## Biografia
Suo figlio Lee è stato a sua volta un calciatore ed allenatore professionista.

## Carriera
Esordisce tra i professionisti all'età di 21 anni nella stagione 1974-1975 con la maglia del Burnley, club della prima divisione inglese, con cui rimane in rosa per due campionati giocando in totale 10 partite in massima serie. Nell'estate del 1976 scende di categoria e si accasa in quarta divisione al Southend Utd, con cui al termine della stagione 1977-1978 conquista una promozione in terza divisione; gioca poi in questa categoria dal 1978 al 1981, prima ancora con gli Shrimps e poi per un biennio con il Blackpool.
In seguito tra il 1981 ed il 1988 gioca con lo Sheffield Utd: nella sua prima stagione in squadra le Blades vincono il campionato di quarta divisione, conquistando poi nel 1984 dopo un biennio in terza divisione una promozione in seconda divisione, categoria nella quale Morris gioca per un quadriennio, dal 1984 al 1988, quando, dopo una nuova retrocessione in terza divisione, lascia le Blades per trasferirsi allo Scarborough, con cui gioca per una stagione in quarta divisione, diventando anche allenatore nel club per un breve periodo nel finale di stagione. L'anno seguente gioca invece 3 partite in Football Conference (quinta divisione e più alto livello calcistico inglese al di fuori della Football League) con il Boston Utd, per poi nel 1990 ritirarsi, all'età di 37 anni.
In carriera ha totalizzato complessivamente 499 presenze e 124 reti nei campionati della Football League.

## Palmarès

### Giocatore

#### Competizioni nazionali
- Campionato inglese di quarta divisione: 1

Sheffield United: 1981-1982